# Jordaneszty
Jordaneszty (ukr. Йорданешти) – wieś na Ukrainie, w obwodzie czerniowieckim, w rejonie czerniowieckim, nad Seretem, siedziba hromady Karapcziw. W 2001 roku liczyła 2263 mieszkańców.
W latach 1946–1995 miejscowość nosiła nazwę Pidlisne (ukr. Підлісне).